# Sauromatum venosum
Sauromatum venosum is een plant uit de aronskelkfamilie. De soort komt voor in tropisch Afrika, op het zuidwestelijke deel van het Arabisch Schiereiland en van het Indisch subcontinent tot in China (Yunnan) en Noord-Myanmar.
Deze plant krijgt ook vaak de naam voodoolelie, al is de soort geen echte lelie.

## Synoniemen
- Arisaema venosum (Aiton) Blume
- Arum venosum Aiton
- Desmesia venosum (Aiton) Raf.
- Sauromatum guttatum var. venosum (Aiton) Engl.
- Typhonium venosum (Aiton) Hett. & P.C.Boyce